# Hoël III de Bretagne
Hoël III de Bretagne est duc prétendant de Bretagne en 1148 et comte de Nantes de 1148 à 1156.

## Biographie
Hoël est considéré par tous comme le fils du duc Conan III et de son épouse Mathilde FitzRoy, la fille de Henri Ier Beauclerc. 
Selon Pierre Le Baud suivi par Arthur de La Borderie, sur son lit de mort, au motif qu’il serait illégitime, le duc Conan III aurait refusé de le reconnaître comme son successeur et institue comme seul héritier son petit-fils Conan, fils de sa fille Berthe et de son premier époux Alain de Penthièvre, comte de Richmond et place le jeune futur duc sous la tutelle du second époux de sa mère Eudon de Porhoët.  
Cette présentation des faits semble réductrice. Dans un acte de 1148 Hoël se qualifie de « Duc de Bretagne » et les évêques de Saint-Pol de Léon en 1149 et de Quimper en 1152 le reconnaissaient comme tel. D'après le « Chronicon Britannicum », il semble qu'Hoël ne se soit incliné qu'après un conflit de quatre ans entre 1149 et 1153 avec son beau-frère Eudon II de Porhoët.
Hoël le « Désavoué » continue de contrôler le comté de Nantesoù il signe encore une charte comme « Britanniæ dux » en 1153. En 1154, Conan IV de Bretagne, désormais en âge d’occuper son trône, entre en lutte contre son beau-père qui a pris goût au pouvoir et s’allie avec son oncle Hoël. Conan, vaincu le premier, se réfugie dans son apanage anglais l'Honneur de Richmond et Hoël subit à son tour une défaite le 16 décembre 1154 près de Rezé. 
En 1156, Hoël est chassé de son comté par les Nantais qui se donnent comme comte Geoffroy Plantagenêt. On ne connaît pas la date du décès d’Hoël avec qui s’achève la lignée des comtes de Cornouaille.

### Interprétation
Dans une étude récente Stéphane Morin estime que la pseudo illégitimité de Hoël avancée par Pierre Le Baud mais ignorée a priori par les chroniqueurs contemporains, les mieux informés, comme Robert de Thorigny est une explication a posterio des historiens des conséquences de la réalisation du projet d'Alain le Noir (mort en 1146) descendant en ligne masculine directe des ducs de Bretagne par le comte Éon Ier  de la maison de Rennes, qui après son union avec Berthe de Bretagne fille de Conan III de Bretagne voulait mettre fin à l'« usurpation » de la maison de Cornouaille. Il aurait réussi à circonvenir Conan III qui dans ce contexte aurait attribué à son fils le nom dynastique d'Hoël le prédisposant à limiter ses ambitions au seul comté de Nantes. Le refus d'Hoël III d'accepter cette dépossession est à l'origine de la véritable guerre civile qui l'oppose de 1148 à 1154 à Eudon II de Porhoët second époux de Berthe de Bretagne veuve d'Alain le Noir, et tuteur du jeune Conan IV et de son expulsion ultérieure de Nantes.

## Union et postérité
Hoël d'une épouse inconnue n’a qu’une fille dont on ne connaît que l’initiale du nom : « O. »  qu’il consacre à Dieu dès le 13 août 1149. Elle se retire comme nonne aux Coëts sur la Loire au-dessus de Nantes, devenu ensuite un prieuré de Saint-Sulpice de Rennes.